# جاسبر هارفي
جاسبر هارفي (بالإنجليزية: Jasper Harvey)‏ هو لاعب كرة قدم أمريكية أمريكي، ولد في 8 أبريل 1983.